# 베티 오키노
엘리자베스 안나 오키노(Elizabeth Anna Okino, 1975년 6월 4일 ~ )는 은퇴한 미국 체조 선수로, 유명한 "카롤리 식스팩"의 일원이다. 그녀는 1992년에 미국이 비보이콧 올림픽에서 첫 올림픽 팀 메달을 획득하는 데 기여했다. 또한, 그녀는 체조에서 여러 개의 개인 세계 선수권 대회 메달을 획득한 최초의 흑인 여성이기도 하다.